# 科尔塞勒附近帕耶讷
科尔塞勒附近帕耶讷（法語：Corcelles-près-Payerne）是瑞士联邦西部法语区的沃州下设的一个镇。在行政上属于布罗瓦-维利区管辖。科尔塞勒附近帕耶讷的总面积为12.13平方公里。截至2010年底，总人口为1,912。